# 텍스트론

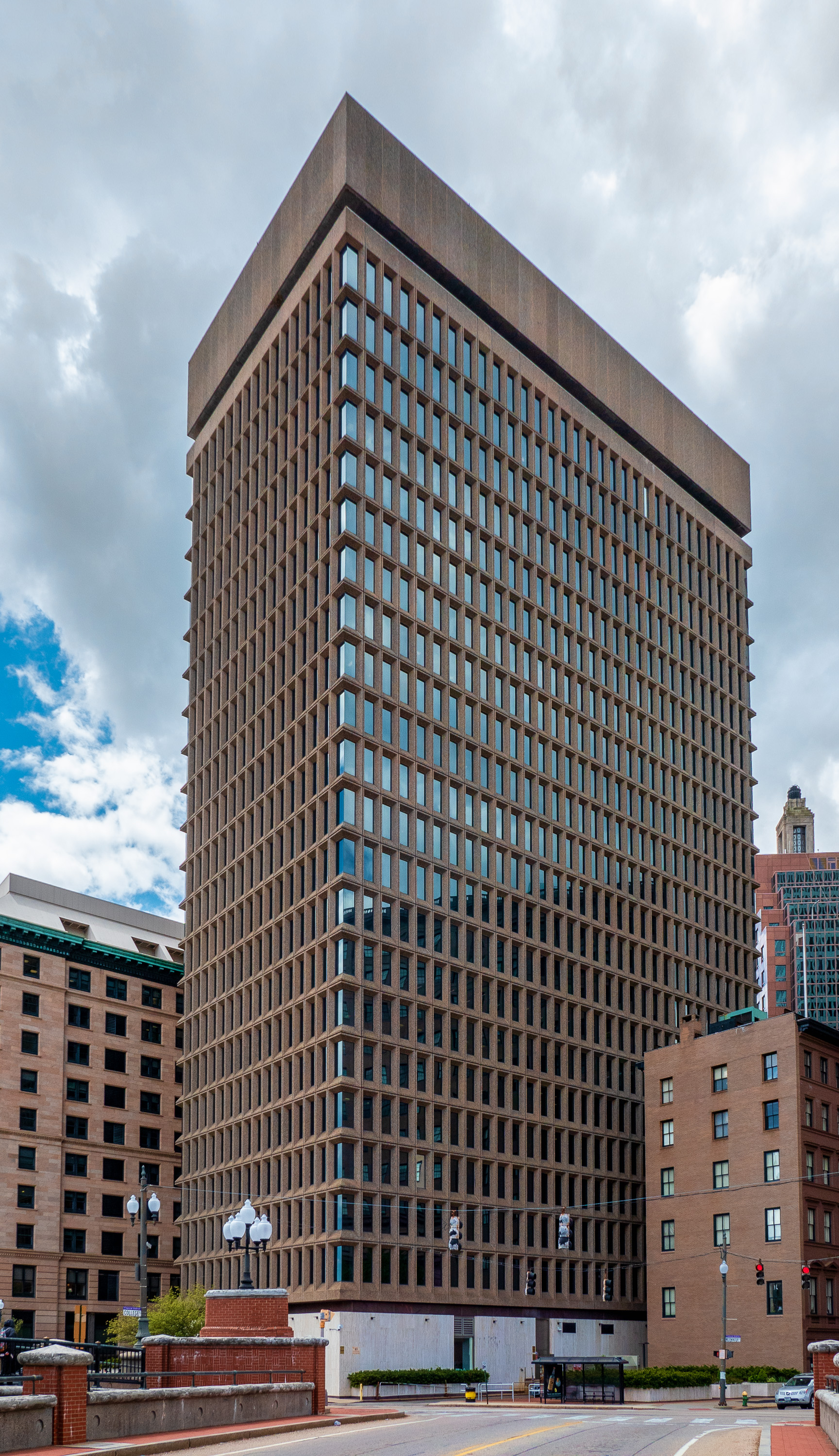

텍스트론(Textron)은 프로비던스에 위치한 미국의 산업복합기업이다. 텍스트론의 자회사로는 악틱캣, 벨 헬리콥터, 텍스트론 에비에이션(비치크래프트, 호커, 세스나 브랜드 포함), 라이코밍 엔진스 등이 있다. 1923년 스페셜 얀스 컴퍼니(Special Yarns Company)라는 사명으로 로열 리틀에 의해 설립되었다. 2020년 텍스트론의 직원 수는 25개국에서 33,000명 이상이다. 소득 면에서 미국 최대 기업 부문의 2021년 포춘 500에서 265위를 차지했다.